# (300932) Kyslyuk
(300932) Kyslyuk est un astéroïde de la ceinture principale.

## Description
(300932) Kyslyuk est un astéroïde de la ceinture principale. Il fut découvert le 11 février 2008 à Androuchivka par l'observatoire astronomique d'Androuchivka. Il présente une orbite caractérisée par un demi-grand axe de 2,76 UA, une excentricité de 0,18 et une inclinaison de 13,1° par rapport à l'écliptique.

## Compléments